# László Miklós (író)
László Miklós névvariáns: Nikolaus Laszlo (Budapest, Terézváros, 1903. május 20. – New York, 1973. április 19.) magyar színész, rendező, színpadi szerző, író, forgatókönyvíró.

## Életpályája
Leitner Henrik (1851–1911) mulatóhely-tulajdonos és Fischer Ilona (1875–1920) fia. Apja fiatalon gyémántkereskedéssel foglalkozott, majd az 1880-as években Pesten megalapította a Folies Caprice mulatót, melytől halála előtt egy évvel anyagi problémák miatt megvált. A Színiakadémián 1924-ben végzett. Színészi pályája a Belvárosi Színházban indult. 1925–26-ban a Belvárosi és a Renaissance Színház, 1926–27-ben a Kis Komédia, 1927 és 1931 között a Vígszínház és az Andrássy Úti Színház, 1931-ben ismét a Belvárosi Színház, 1934-ben a Magyar Színház, 1935-től a Terézkörúti Színpad művésze volt. Feltűnt kisebb filmszerepekben is: Meseautó (1934, szállodaportás), Címzett ismeretlen (1935, idegenvezető). Színpadi szerzőként 1926-ban az Apolló Kabaréban és a Terézkörúti Színpadon mutatták be először komédiáit. 
Budapesten a Kiskomédia, a Blaha Lujza Színház, a Terézkörúti Színpad, a Komikusok Kabaréja, a Pavillon Kabaré, a Pódium Írók Kabaréja, a Kamara Vareté, a Komédia Kabaré, a Bethlen téri Színpad, az Omnia Kabaré, a Vidám Vareté és a Vidám Színpad játszotta illetve mutatta be először írásait. Műveit a Színházi Élet, a Délibáb, valamint a Színházi Magazin is közölte. A Nemzeti Színházban 1934-ben bemutatott A legboldogabb ember című darabját a Magyar Királyi Akadémia irodalmi díjával ismerték el. 1938-ban elhagyta Magyarországot, az USA-ba és távozott, New Yorkban telepedett le. Írói munkássága nagyrészt bohózatokból, burleszk jellegű tréfákból, mulatságos jelenetekből, szkeccsekből, zenés epizódokból áll, de foglalkozott kabaréírással, írt drámákat és forgatókönyvet is. 1940-ben létrehozta a New York-i Fészek Színházat. 
Legtöbbet játszott műve az Illatszertár (1937), amelyet Hollywoodban többször fel- és átdolgoztak, megfilmesítettek: Saroküzlet (The Shop Around the Corner) (1940); A jó kis nyarak (In the Good Old Summertime) (1949), A szerelem hálójában (You've Got Mail) (1998). Ugyancsak az Illatszertár című művéből musical változat is készült She Loves Me címmel, melyet a New York-i Broadwayen 1963-ban, Londonban 1964-ben mutattak be. Külföldön, többek között Prágában, Bécsben, Berlinben és Párizsban is játszották műveit.

## Színpadi művei
- Eszter böjtje (1926)
- Baleset (1927)
- A röhögő ember (1928)
- Commedia dell’arte (1929)
- Fogat fogért (1930)
- Bakonyi  – egyfelvonásos (1932)
- Rómeó és Júlia – egyfelvonásos (1933)
- A legboldogabb ember – színmű (1934)
- Dr. Kerekes Mária – színmű (1936)
- Bubi – vígjáték (1936)
- Vén szamár – vígjáték (1937)
- Illatszertár (1937)
- He loves me (1950) – Hollywood

## Musical
- She loves me (1963)

László Miklós: Illatszertár című darabja alapján írta: Joe Masteroff, zenéjét szerezte: Jerry Bock, a dalok szövegét Sheldon Harnick írta.

## Filmográfiája
Az alábbi filmekben szerepelt színészként:
- Vica, a vadevezős (1933)... Pincér
- Meseautó (1934)... Szállodaportás
- Címzett ismeretlen (1935)... Idegenvezető
- Úrilány szobát keres (1937)... Révész Elek, megcsalt férj

Egyéb filmes, televíziós munkái (író, forgatókönyvíró):
- Pardon, tévedtünk
- A néma ember
- Úrilány szobát keres (1937)
- Katharina (1938)
- Sing Sing (1938)
- The Shop Around the Corner (Saroküzlet) (1940)
- Big City (Nagyváros) (1948)
- In the Good Old Summertime (A jó kis nyarak) (1949)
- She Loves Me (1978)
- A mindent tudó Mezei (bohózat)
- Mili néni (bohózat)
- Megnősülne jó házból való fiatalember (bohózat)
- Éjféli operabemutató (Zenés Tv-színház, 1985)
- Illatszertár (magyar tévéjáték, 1987)
- You've Got Mail (A szerelem hálójában) (1998)

## Kabaré jelenetei
- Aug’ um Aug’ (1926)
- Eine Stunde in der Irrenanstalt (1926)
- Ringlispíl (1926)
- Eszter böjtje (1926)
- Kalandos éjszaka (1927)
- A mandarin (1927)
- Baleset (1927)
- Éjjeli vendég (1927)
- Leót kivégzik (1928)
- A röntgenszemű ember (1928)
- A röhögő ember (1928)
- Nyomorult emberek (1929)
- A néma ember (1929)
- A csúnya ember (1929)
- A Csaradi (1929)
- A téma (1930)
- Panamakalap (1930)
- Egy óra az őrültek házában (1930)
- Éjjel a külvárosban (1930)
- Fogat fogért (1930)
- Gyerekek (1931)
- Doktor úr, én hülye vagyok! (1931)
- Biztos üzlet (1931)
- Mit csinál egy férfi ha... (1931)
- A páciens (1931)
- Beugrok a Dunába (1931)
- A Bakonyi (1932)
- Őfelsége szórakozik (1932)
- Nefelecs utca 57. (1932)
- Nyáréjszaka (1932)
- Muszáj röhögni (1932)
- Az öngyilkos patent (1933)
- Körforgalom (1933)
- Kutyili, várlak (1934)
- Új darab (1934)
- Gyöngyösbokréta (1934)
- Forró a tormás, urak! (1934)
- Tanár úr bevonul (1935)
- Férjek, ha találkoznak (1935)
- Kié a kalap? (1935)
- Mili néni (1935)
- Barabás informál (1936)
- Három szál virág (1936)
- Ápolók kerestetenek (1936)
- Megcsal a feleségem (1936)
- Vadsertés áfonyával (1937)
- Féltékenység (1937)
- Pardon, tévedtem (1937)
- Nászutasok (1938)
- Virágvasárnap (1938)
- Öreg ember nem vénember (1938)
- Bocsánatot kérek (1938)
- Péntek, 13-án (1938)
- Nehéz Izsónak lenni (1939)
- Kvázi Dodó, a víztoronyőr (1940)
- Pontos kiszolgálás (1948)
- Ki az úr a családban? (1980)

## Rádió
- Éjféli látogató (Olvassak, vagy lőjek?; Mama, fogjál nekem békát!) – Brand István verse, Vujicsics Tihamér zenéje (1963)

## Díjai, elismerései
- Színházi Élet „epizóddíja” (1928)
- Magyar Királyi Akadémia irodalmi díja (1934) – A legboldogabb ember című művéért